# Tour della nazionale maschile di rugby a 15 della Nuova Zelanda 1967
Alla fine del 1967, gli All Blacks tornano dopo 4 anni di assenza in tour in Europa e Canada. Un tour trionfale con 16 vittorie su 17 partite. Non conquistano il Grande Slam solo per non aver affrontato l'Irlanda. Solo East Wales riesce a fermarli sul pareggio.

## Risultati
| Vancouver 14 ottobre 1967 | British Columbia | 3 – 36 | Nuova Zelanda XV | Empire Stadium |

| Montreal 18 ottobre 1967 | Eastern Canada | 3 – 40 | Nuova Zelanda XV | University Stadium |

| Manchester 25 ottobre 1967 | North of England | 3 – 33 | Nuova Zelanda XV | White City Stadium |

| Leicester 28 ottobre 1967 | Midlands London & Home Counties | 3 – 15 | Nuova Zelanda XV | Welford Road |

| Bristol 1º novembre 1967 | South of England | 3 – 16 | Nuova Zelanda XV | Memorial Ground |

| Arbitro: | D. McMahon |

| |            | |
| mete: Lloyd 2 trasf.: Rutherford c.p.: Larter | Marcatori  | mete: Birtwistle, Dick Kirton 2, Laidlaw trasf.: McCormick 4 |
| 15 Don Rutherford 14 Keith Savage, 11 Rodney Webb 13 Colin McFadyean, 12 Robert Lloyd 10 John Finlan, 9 William Gittings 8 George Sherriff, 7 Bob Taylor, 6 Budge Rogers 5 John Owen, 4 Peter Larter 3 Philip Judd (c), 2 Herbert Godwin, 1 Tony Horton | Formazioni | 15 Fergie McCormick 14 Malcolm Dick, 11 Bill Birtwistle 13 Bill Davis, 12 Ian MacRae 10 Earle Kirton, 9 Christopher Laidlaw 8 Brian Lochore (c), 7 Kel Tremain, 6 Graham Williams 5 Colin Meads, 4 Samuel Strahan 3 Edward Hazlett, 2 Bruce McLeod, 1 Jazz Muller |

| Swansea 8 novembre 1967 | West Wales | 14 – 21 | Nuova Zelanda XV | St. Helen's |

| Arbitro: | Titcomb |

| |            | |
| c.p.: Gale Drop: B. John | Marcatori  | mete: Birtwistle, Davis trasf.: McCormick 2 c.p.: McCormick |
| 15 Paul Wheeler 14 Stuart Watkins, 11 Keri Jones 13 Billy Raybould, 12 Ian Hall 10 Barry John, 9 Gareth Edwards 8 John Jeffrey, 7 John Taylor, 6 Dennis Hughes 5 Billy Mainwaring, 4 Max Wiltshire 3 Brian Thomas, 2 Norman Gale (c), 1 Denzil Williams | Formazioni | 15 Fergie McCormick 14 Malcolm Dick, 11 Bill Birtwistle 13 Bill Davis, 12 Ian MacRae 10 Earle Kirton, 9 Christopher Laidlaw 8 Brian Lochore (c), 7 Kel Tremain, 6 Graham Williams 5 Colin Meads, 4 Samuel Strahan 3 Ken Gray, 2 Bruce McLeod, 1 Jazz Muller |

| Lione 15 novembre 1967 | South-East France | 3 – 16 | Nuova Zelanda XV |  |

| Tolosa 18 novembre 1967 | Francia B | 19 – 32 | Nuova Zelanda XV | Stadium Municipal |

| Bayonne 21 novembre 1967 | South-West France | 14 – 18 | Nuova Zelanda XV | Stade Municipal |

| Arbitro: | R.Burrell |

| |            | |
| mete: Campaes c.p.: Villepreux 3 drop: Gachassin | Marcatori  | mete: Dick, Going, Kirkpatrick, Steel trasf.: McCormick 3 c.p.: |
| 15 Pierre Villepreux 14 Jean-Michel Capendeguy, 11 Andre Campaes 13 Claude Dourthe, 12 Jean Trillo 10 Jean Gachassin, 9 Marcel Puget 8 Walter Spanghero, 7 Christian Carrere (c), 6 Andre Quilis 5 Alain Plantefol, 4 Benoit Dauga 3 Arnaldo Gruarin, 2 Jean-Michel Cabanier, 1 Andre Abadie | Formazioni | 15 Fergie McCormick 14 Malcolm Dick, 11 Anthony Steel 13 Bill Davis, 12 Ian MacRae 10 Earle Kirton, 9 Sid Going 8 Brian Lochore (c), 7 Ian Kirkpatrick, 6 Graham Williams 5 Colin Meads, 4 Samuel Strahan 3 Ken Gray, 2 Bruce McLeod, 1 Jazz Muller |

| Melrose 29 novembre 1967 | Scozia (Districts) | 14 – 35 | Nuova Zelanda XV |  |

| Arbitro: | Kevin Kelleher |

| |            | |
| Drop: Chisholm | Marcatori  | mete: Davis, MacRae trasf.: McCormick c.p.: McCormick 2 |
| 15 Stewart Wilson 14 Sandy Hinshelwood, 11 Bob Keddie 13 Jock Turner, 12 John Frame 10 David Chisholm, 9 Alex Hastie 8 Alasdair Boyle, 7 Derrick Grant, 6 James Fisher (c) 5 George Mitchell, 4 Peter Stagg 3 David Rollo, 2 Frank Laidlaw, 1 Sandy Carmichael | Formazioni | 15 Fergie McCormick 14 Bill Birtwistle, 11 Anthony Steel 13 Bill Davis, 12 Ian MacRae 10 Earle Kirton, 9 Christopher Laidlaw 8 Brian Lochore (c), 7 Kel Tremain, 6 Graham Williams 5 Colin Meads, 4 Samuel Strahan 3 Ken Gray, 2 Bruce McLeod, 1 Alister Hopkinson |

| Newport 6 dicembre 1967 | Monmouthshire | 12 – 23 | Nuova Zelanda XV | Rodney Parade |

| Cardiff 13 dicembre 1967 | East Wales | 3 – 3 | Nuova Zelanda XV | National Stadium |

| Londra 16 dicembre 1967 | Barbarians | 6 – 11 | Nuova Zelanda XV | Twickenham Stadium |